# 岡崎市立連尺小学校
岡崎市立連尺小学校（おかざきしりつ れんじゃくしょうがっこう）は、愛知県岡崎市城北町にある公立小学校。

## 概要
1875年（明治8年）に創立された「第二大学区第八中学区第二番玉山学校」を前身とする。
広幡小学校（伊賀町、伊賀新町、井田町を除く）とともに岡崎市立城北中学校の学区を構成する。
| 調査日       | 児童数 | 通常学級 | 特別支援学級 | 出典  |
| ------------ | ------ | -------- | ------------ | ----- |
| 2013年4月8日 | 447人  | 15       | 3            | [ 1 ] |
| 2019年5月1日 | 433人  | 13       | 4            | [ 2 ] |
| 2020年5月1日 | 428人  | 13       | 4            | [ 3 ] |
| 2021年5月1日 | 429人  | 14       | 4            | [ 4 ] |
| 2022年5月1日 | 433人  | 14       | 5            | [ 5 ] |
| 2023年5月1日 | 426人  | 15       | 5            | [ 6 ] |
| 2024年5月1日 | 422人  | 15       | 5            | [ 7 ] |

## 学区
| 町名 | 進学先     |
| --- | ---------- |
| 板屋町、魚町、康生町、康生通東、康生通西、康生通南、材木町、城北町、末広町、田町、中岡崎町、西魚町、八幡町、八帖町、八丁町、八帖北町、八帖南町、本町通、連尺通 | 城北中学校 |

（2022年12月26日現在）

## 沿革
- 1872年（明治5年） - 江戸にあった岡崎藩の藩校（允文館・允武館）を康生に移転。
- 1874年（明治7年） - 玉山学校校舎として大林寺法殿を使用。
- 1875年（明治8年） - 第二大学区第八中学区第二番玉山学校となる。
- 1876年（明治9年） - 允文館の建物を校舎に義校連尺学校を開校。第二大学区第八中学区第三番小学連尺学校となる。
- 1890年（明治23年） - 玉山学校を合併し尋常小学連尺学校となる。
- 1911年（明治44年） - 岡崎町大字康生（現・康生通西4丁目）に新校舎ができる。
- 1916年（大正5年） - 岡崎市連尺尋常小学校と改称。
- 1936年（昭和11年） - 市内初の25メートルプールが完成[9]。
- 1941年（昭和16年） - 岡崎市連尺国民学校と改称。
- 1947年（昭和22年） - 岡崎市立連尺小学校と改称。
- 1966年（昭和41年）9月10日 - 現在地の城北町に新校舎が完成[10]。旧校地には岡崎スポーツガーデンが建った。

## ギャラリー
- 1936年につくられた市内最初のプール。当時は、康生町（現・康生通西4丁目）にあった。
- 交通安全音楽大パレードに参加する連尺小学校の生徒（1979年4月14日）[11]
- 学校に隣接する柿田川緑道
- 学校に隣接する元能見公園

## 著名な出身者
- 鷹部屋福平 （工学者、アイヌ文化研究者）[12]
- 手島鍬司 （元衆議院議員）
- 内田康宏 （岡崎市長、元愛知県議会議員）[13]
- 荻太郎 （画家）
- 米山公啓 （医師、評論家、タレント）